# 真夜中のミサ
『真夜中のミサ』（原題：Midnight Mass）は、2021年に配信されたアメリカ合衆国のミニシリーズ。
謎めいた神父の来訪後に起こる、超自然的な出来事を経験する小さな島のコミュニティの分裂を描く。
マイク・フラナガンが製作・監督を務め、ザック・ギルフォード、ケイト・シーゲル、ハミッシュ・リンクレイター、サマンサ・スローヤン、ラフル・コーリ、ヘンリー・トーマスらが出演する。
2021年9月24日にNetflixで配信され、好評を博した。

## あらすじ
飲酒運転で人を殺した罪で4年間服役していた青年が、人生の再出発を願い故郷であるクロケット島に戻る。
同じ頃、彼はカリスマ性を持つ謎めいた若い神父と出会う。その神父は、無くなりかけていた島民の信仰に再び活気を取り戻す。
しかし、この小さな町に不可解な出来事が起こり始め、さらに神父の行動によって島民たちは分裂していく。

## キャスト
※括弧内は日本語吹替。

### メイン
- ライリー・フリン - ザック・ギルフォード（阪口周平）
- エリン・グリーン - ケイト・シーゲル（園崎未恵）
- ポール・ヒル神父 - ハミッシュ・リンクレイター（英語版）（遠藤純平）
- アニー・フリン - クリスティン・レーマン（英語版）（長尾歩）
- ベヴァリー・キーン - サマンサ・スローヤン（英語版）（おまたかな）
- ウォーレン・フリン - イグビー・リグニー（宮瀬尚也）
- シェリフ・ハッサン捜査官 - ラフル・コーリ（大泊貴揮）
- リーザ・スカボロー - アナラ・シモン（伊吹茅紘）
- サラ・ガニング - アナベス・ギッシュ（杏寺円花）
- ミルドレッド・ガニング - アレックス・エッソー（英語版）（和優希）
- アリ・ハッサン - ラフール・アブリ
- スタージ - マット・ビーデル
- ウェイド・スカボロー - マイケル・トルッコ
- ドリー・スカボロー - クリスタル・バリント
- オーカー - ルイス・オリバー（上野翔）
- エド・フリン - ヘンリー・トーマス（成田剣）

### サブ
- ジョー・コリー - ロバート・ロングストリート
- 裁判官 - カーラ・グギーノ[1]
- 天使 - クイントン・ボイスクレア[2]
- タラ・ベス - エボニー・ブース
- ボウル - ジョン・C・マクドナルド（ケンコー）

## エピソード
各エピソードのタイトルは、聖書の名前になっており、聖書的なシーンが含まれている。
| ♯ | タイトル                                        | 監督               | 脚本                                                         |
| - | ----------------------------------------------- | ------------------ | ------------------------------------------------------------ |
| 1 | 第1章：創世記 Book I: Genesis                   | マイク・フラナガン | マイク・フラナガン                                           |
| 2 | 第2章：詩篇 Book II: Psalms                     | マイク・フラナガン | マイク・フラナガン＆ジェームズ・フラナガン＆エラン・ゲイル   |
| 3 | 第3章：箴言 Book III: Proverbs                  | マイク・フラナガン | マイク・フラナガン＆ジェームズ・フラナガン                   |
| 4 | 第4章：哀歌 Book IV: Lamentations               | マイク・フラナガン | マイク・フラナガン＆ダニ・パーカー                           |
| 5 | 第5章：福音 Book V: Gospel                      | マイク・フラナガン | マイク・フラナガン＆ジェームズ・フラナガン                   |
| 6 | 第6章：使徒言行録 Book VI: Acts of the Apostles | マイク・フラナガン | マイク・フラナガン＆ジェームズ・フラナガン＆ジェフ・ハワード |
| 7 | 第7章：黙示録 Book VII: Revelation              | マイク・フラナガン | マイク・フラナガン                                           |

## 製作
マイク・フラナガンは、『真夜中のミサ』を「情熱的なプロジェクトであり、極めて個人的なものであり、カトリック教会で育った自身の生い立ちと、最終的に断酒と無神論に至った経験を扱った作品だ」と語った。彼は本作のアイデアを、初めに小説として、次に映画の脚本として、そしてTVシリーズとして構想し、2014年に様々な製作会社（最終的な配給元であるNetflixを含む）に売り込んだが失敗に終わった。
その後、フラナガンとケイト・シーゲルは2016年の映画『サイレンス』において、『真夜中のミサ』を作中作として登場させ、シーゲル演じる主人公マディ・ヤングの著書の中で最大の人気作として言及されている。他にも、2017年の映画『ジェラルドのゲーム』で『真夜中のミサ』のタイトルを冠した本をイースターエッグとして仕込み、「長年に渡ってアイデアを捨てない」手段としている。
本シリーズ制作に先立ち、フラナガンは2018年に公開されたNetflixのホラーシリーズ『ザ・ホーンティング・オブ・ヒルハウス』と、2020年公開の続編『ザ・ホーンティング・オブ・ブライマナー』を制作し、高い評価を得た。
2019年7月1日、Netflixは『真夜中のミサ』を7話のミニシリーズとし、フラナガンが脚本・監督・製作総指揮を務めると発表した。
2020年2月、ザック・ギルフォード、ケイト・シーゲル、ハミッシュ・リンクレイターがシリーズの主役として発表された。
撮影は2020年3月に開始される予定だったが、新型コロナウイルス感染症のパンデミックによって延期された。2020年8月17日にブリティッシュコロンビア州バンクーバーで撮影が始まり、2020年12月15日に終了した。

撮影は、バンクーバー郊外のギャリー・ポイント・パークに町のセットを作り、架空の島であるクロケット島を作り上げた。

## 公開
『真夜中のミサ』は、2021年9月24日にNetflixで公開された。

## 評価

### 批評
批評集積サイトRotten Tomatoesでは、97件の批評家レビューがあり、支持率87％、平均評価は8.1/10となっている。批評家たちは、「悲しみと信仰についての野心的な思案であり、不穏でありながら華麗でもある。そして、『真夜中のミサ』の緩やかな盛り上がりは、クレジットが流れた後も観客を震え上がらせ（そして何かを考えさせ）る恐怖の勝利である」と評している。
Metacriticでは23件の批評家レビューがあり、加重平均値は80/100で、概ね好意的なレビューが寄せられた。